# Hype Animation
Hype Animation, ou conhecida antigamenmte como Hype.CG é um estúdio de animação brasileiro localizado em Porto Alegre, dedicado à produção de séries e filmes desde 2002. O empresa entrou no mercado de propriedade intelectual a partir de 2015 e criou o Hype Lab para desenvolver marcas e produtos para comercialização, plataformas multimídia, direitos e licenciamento. Em 2020, a Hype passou a integrar o estúdio coletivo Los Amigos, considerado o maior no gênero na América Latina.

## Curtas-metragens
O estúdio é responsável pelo curta-metragem Ed. (2013), selecionado para mais de 100 festivais e vencedor de 28 prêmios nacionais e internacionais. A animação direcionada ao público adulto acompanha um coelho ator e sua incrível trajetória, seus muitos amores, aventuras e histórias marcantes. A direção é de Gabriel Garcia, que divide roteiro com seu irmão, Leo Garcia (Legalidade), enquanto Flávia Matzenbacher e Guilherme Piccinini assinam a produção executiva. Em maio de 2022, uma campanha para a produção de um longa foi anunciada. O financiamento coletivo acontece através da comercialização de NTFS.
O curta Boy in the Woods (2020), produzido pela Hype Animation e Fábrica do Futuro, apresenta um conto musical sobre empatia e aceitação. Quando um menino autista se perde em uma estranha floresta, a única forma de seu pai resgatá-lo é através do entendimento e conexão com o mundo da criança. Dirigido por Fabiano Pandolfi e produzido por Gabriel Garcia e Francisco Hauck, o filme teve sua première mundial no LA Shorts International Film Festival.

## Séries
Um dos destaques da empresa é Dino Aventuras (2015-2017), série produzida pela Danone-Cinefilm e transmitida pelos canais Disney Junior e Disney Channel. A animação em computação gráfica é voltada para o público pré-escolar de três a seis anos. Criada e dirigida por André Forni, a primeira temporada conta com 20 episódios de sete minutos. Uma segunda temporada foi lançada em 2017 e apresentou 33 episódios. 
Outro projeto de sucesso do estúdio é Tainá e os Guardiões da Amazônia (2018) - série baseada no filme brasileiro Tainá - Uma Aventura na Amazônia - e transmitida pela Nickelodeon (Brasil), Netflix, Rede Bandeirantes e TV Brasil. Produção da Sincrocine, em coprodução com a Hype e ViacomCBS, Tainá recebeu o troféu de Melhor Série de Animação Ibero-americana na 3ª edição dos Prêmios Quirino, na Espanha. Com 26 episódios de 11 minutos, mostra as aventuras da indiazinha Tainá e seus amigos animais. A série tem direção de André Forni, produção de Carolina Fregatti e produção executiva de Marcela Baptista. Destinado a crianças de três a seis anos, Tainá usa personagens brasileiros para estimular nas crianças o respeito à diversidade, às diferenças culturais, com uma mensagem de amizade e ecologia. 
Em 2019, o canal Disney Junior lançou a série de animação Viola e Tambor, coprodução entre a Hype e o estúdio chileno Punkrobot (Historia de un oso).  A direção ficou a cargo da dupla estreante Antonia Herrera e María Elisa Soto-Aguilar. Pato Escala e Gabriel Garcia assinam a produção executiva. A série de 52 episódios com cinco minutos de duração é direcionada para o público pré-escolar e acompanha as aventuras dos melhores amigos Viola e Tambor. O programa celebra a diversidade como parte essencial através de uma vasta gama de personagens. A atração tem distribuição da multinacional 9 Story (Garfield).
Em novembro de 2021, a Hype Animation anunciou o recebimento de uma bolsa de desenvolvimento do fundo MegaGrants da Epic Games para a produção da série musical Descobertas de Kaia (Kaia’s Discoveries). Na atração pré-escolar, cada episódio é um dia na vida da curiosa personagem. Através de música e melodias, Kaia e seus amigos vão mostrar um novo mundo de várias descobertas, com temas da atualidade como diversidade, empatia, tecnologia e ciência.
A série de animação Vamos Brincar com a Turma da Mônica fez sua estreia no dia 12 de outubro de 2022, Dia das Crianças, no Giga Gloob, aplicativo infantil da Globo. A primeira animação em 3D da Turma da Mônica é focada no público pré-escolar e traz os famosos personagens em nova versão. A série é uma produção da Mauricio de Sousa Produções e com animação da Hype Animation e sonorização da Ultrassom Music Ideas, em coprodução com Giga Gloob, Gloobinho e Globoplay.

## Jogos
Produção da 40 Giants Entertainment, em coprodução com Hype Animation e Jambô Editora, o game Reverie Knight Tactics, é um RPG ambientado no universo de Tormenta. O jogo teve sua demo disponibilizada para PC na plataforma Steam no dia 13 de julho de 2021. O diretor e ilustrador EdH Müller divide a produção executiva com Gabriel Garcia e Guilherme Dei Svaldi, enquanto Fabiano Pandolfi assina como diretor de animação. O jogo teve sua estreia mundial no dia 25 de janeiro de 2022 e marca a estreia da Hype Animation no mundo dos videogames.

## Tainá e a Flecha Azul
Em março de 2022 foi anunciado o início da produção do longa-metragem Tainá e a Flecha Azul. Com direção de Alê Camargo, o filme é produzido pela Sincrocine em coprodução com Hype Animation, Tietê Produções e Claro, patrocínio/investimento da RioFilme e Fuji do Brasil. Gustavo Colombo assina o roteiro e divide o argumento original com Rafael Campos Rocha. A distribuição fica a cargo da Paris Filmes.

## Los Amigos
A Hype Animation passou a fazer parte em 2020 do estúdio coletivo Los Amigos, junto com os estúdios PunkRobot (Chile) e Red Animation Studios (Peru). A união entre as empresas permite que a animação seja compartilhada simultaneamente entre os três países da América Latina. O primeiro projeto lançado foi Angry Birds Bubble Trouble (2020), série protagonizada pelos personagens da franquia Angry Birds. Anunciada em agosto de 2020 pela produtora finlandesa Rovio Entertainment, a série de 20 curtas 3D estreou no serviço de streaming Amazon FreeTime Unlimited para os EUA. Posteriormente, Bubble Trouble entrou no canal YouTube oficial dos personagens para todo o mundo.
Sem diálogos, o desenho explora a infância dos conhecidos personagens Red, Bomb, Chuck, Stella e Silver e suas brincadeiras, imaginação e rivalidades. A série tem criação e roteiro de Jordan Nugem, com produção executiva de Gabriel Garcia, Milton Guerrero e Pato Escala e direção de Fabiano Pandolfi.